# Edouard Carl Friedrich Otto

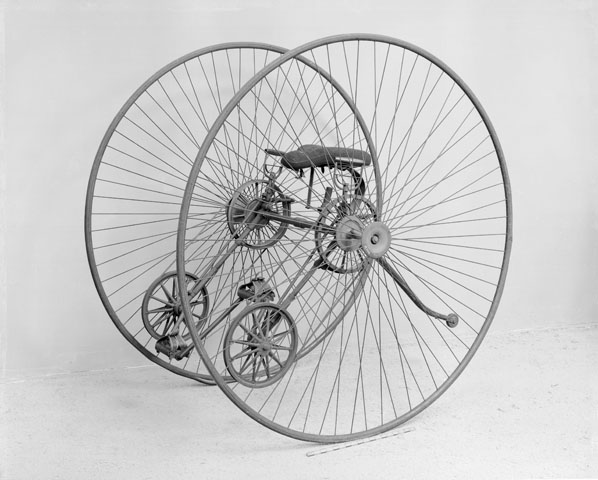
Otto Dicycle

Edouard Carl Friedrich Otto, später Edward Carl Fredrich Otto (* 1841 in Berlin; † 1905 in London), war ein deutsch-englischer Erfinder. Seit 1871 ist Otto in London gemeldet, 1878 erhielt er zusammen mit J. Willis ein Patent auf das Kangaroo (Fahrrad) und 1879 auf das bekannte Otto Dicycle. 1886 wurde der Werkzeugmacher und Bauingenieur britischer Staatsangehöriger. Nach Tony Hadland und Hans-Erhard Lessing soll Otto ein Bruder von Nikolaus Otto gewesen sein; die Geschichte scheint frei erfunden, da Nikolaus Otto der jüngste Sohn der Familie war.